# Ella Du Cane

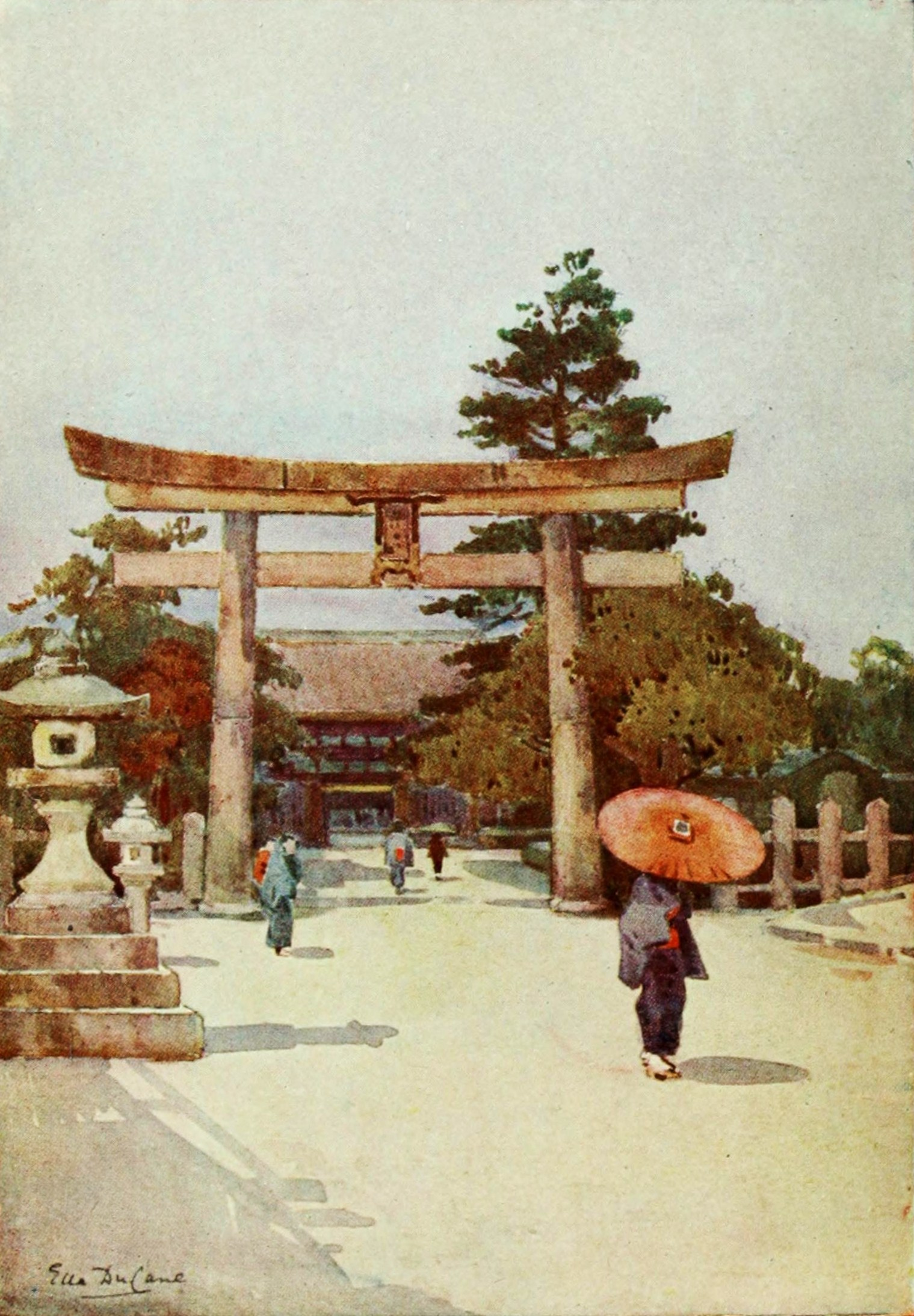
Ilustração do Japão.

Ella Du Cane (1874-1943) foi uma artista britânica que ficou conhecida pelas suas aguarelas de paisagens e locais exóticos.

## Vida inicial
Ella Mary Du Cane foi a terceira e mais nova filha do político e administrador colonial Sir Charles Du Cane e  da sua esposa, Georgiana Susan Copley.  Era tambem ,  bisneta do artista, John Singleton Copley .   Nasceu em Hobart, Tasmânia, no último ano do mandato de cinco anos do seu pai como governador da Tasmânia , pouco antes da  família voltar para sua casa de campo em Braxted Park , Essex .  Em Essex, Charles foi nomeado Cavaleiro Comandante da Ordem de São Miguel e São Jorge e serviu como Presidente do Conselho de Alfândega .
A irmã Florence nasceu em 1869.  Ella fazia pinturas em aguarela e Florence era escritora.  Depois da morte do seu pai  em 1889, elas decidiram que viajariam pelo mundo sem acompanhantes.   Visitaram a China, o Japão, o Egito, as Ilhas Canárias e a Madeira.

## Carreira
Ella Du Cane ganhou destaque artístico em 1893 quando expôs numa exposição da prestigiada New Society of Painters em Water Colours . A rainha Vitória demostrou  um interesse pessoal no seu trabalho, adquirindo 26 das obras de Du Cane entre dezembro de 1895 e agosto de 1898.
Com o sucesso surgiram as oportunidades de viajar.  Uma exposição de 1902 de desenhos de aguarela das Índias Ocidentais foi seguida em 1904 por uma exposição de fotos do Japão.  Em 1905, Du Cane foi contratada pela A & C Black para fornecer ilustrações para The Italian Lakes (1905), com descrições de Richard Bagot .  A empresa também usou várias fotos do Japão num  livro de John Finnemore .  Com base no seu sucesso, Du Cane combinou com Black para fazer um livro sobre jardins japoneses com um texto escrito pela sua irmã, Florence, o livro foi lançado em 1908 como The Flowers and Gardens of Japan .  No ano seguinte, surgiu o segundo livro das irmãs, As Flores e Jardins da Madeira .
Nos últimos anos, Ella continuou a viajar e pintar e nunca se casou.  Ela permanneceu morando com a mãe e a irmã em Essex, a família  mudandou-se para uma propriedade chamada Mountains, numa encosta perto de Maldon , depois de vender o Braxted Park em 1919.  Ella Du Cane morreu de causas desconhecidas em 25 de novembro de 1943 em Mountains.  Foi sepultada  com sua irmã na Igreja de Todos os Santos, Grande Braxted .

## Trabalhos

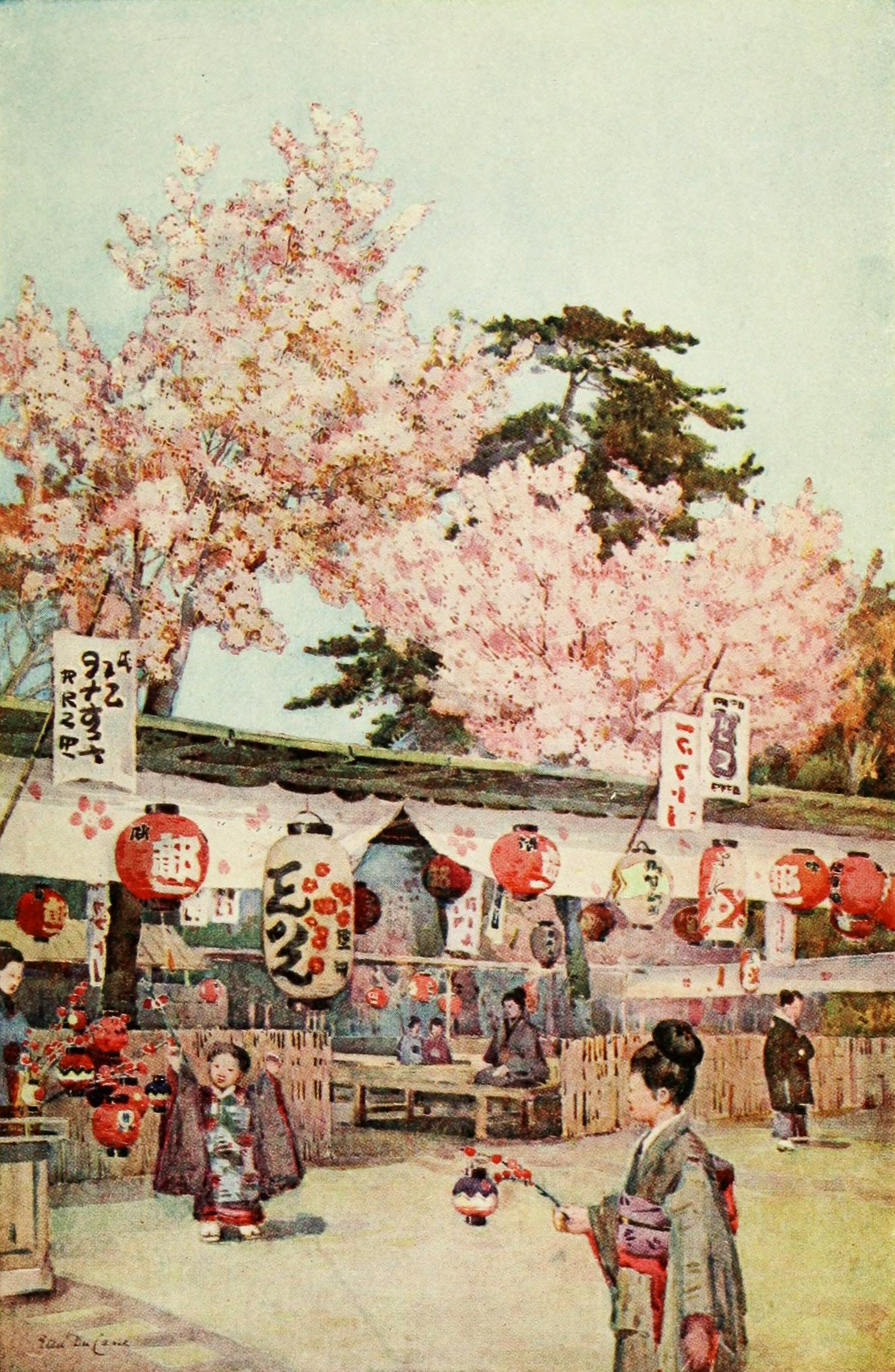
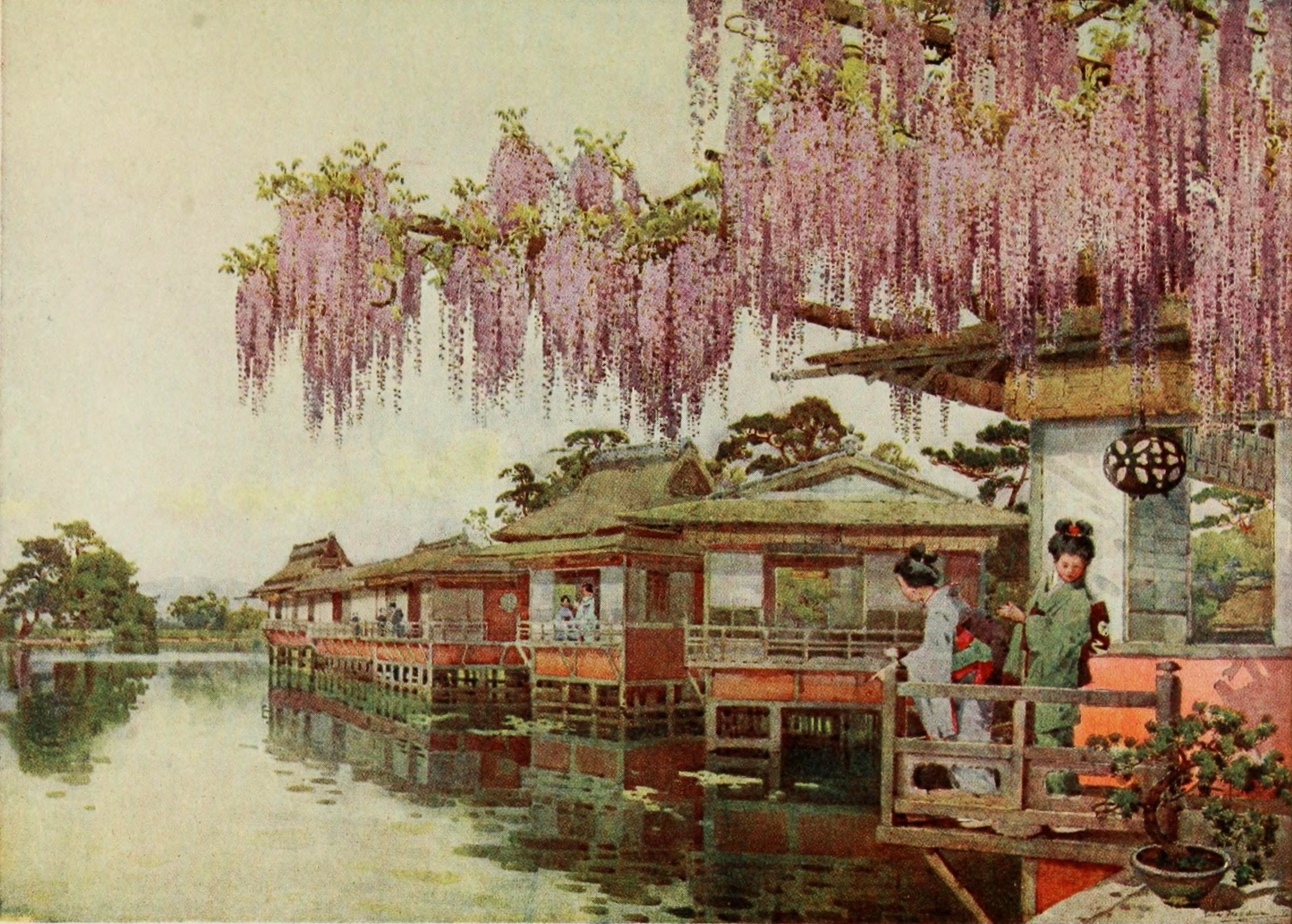
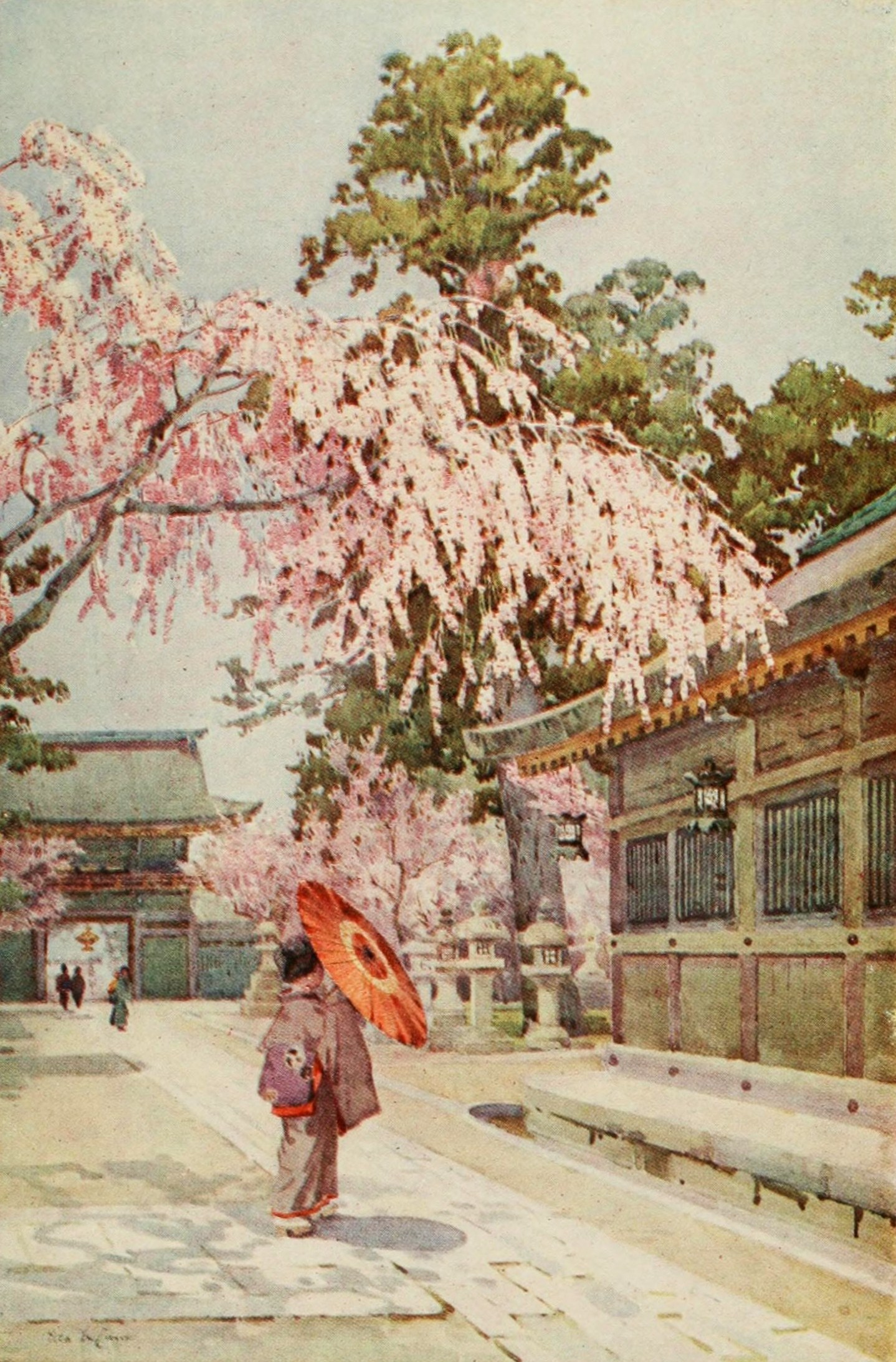
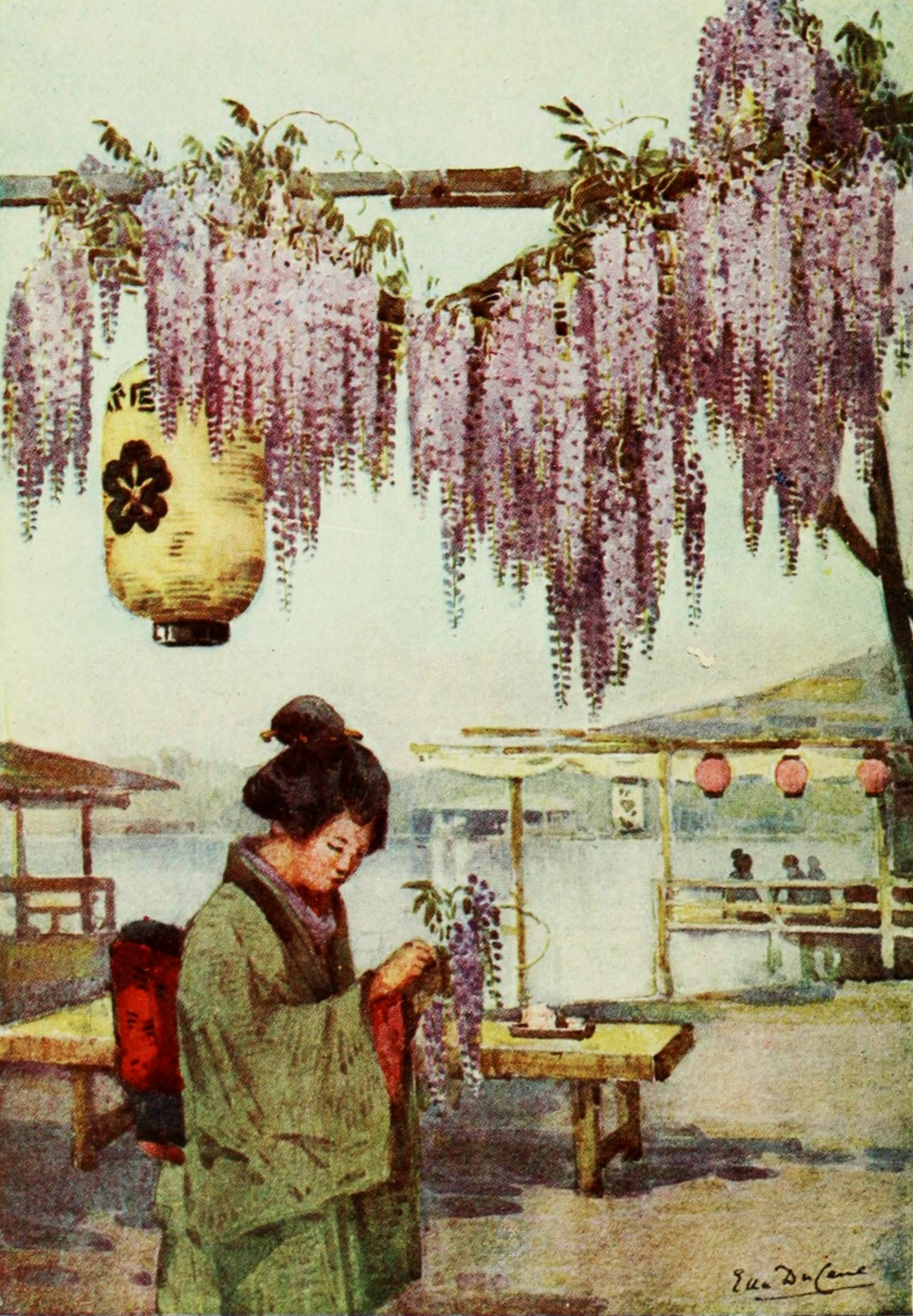

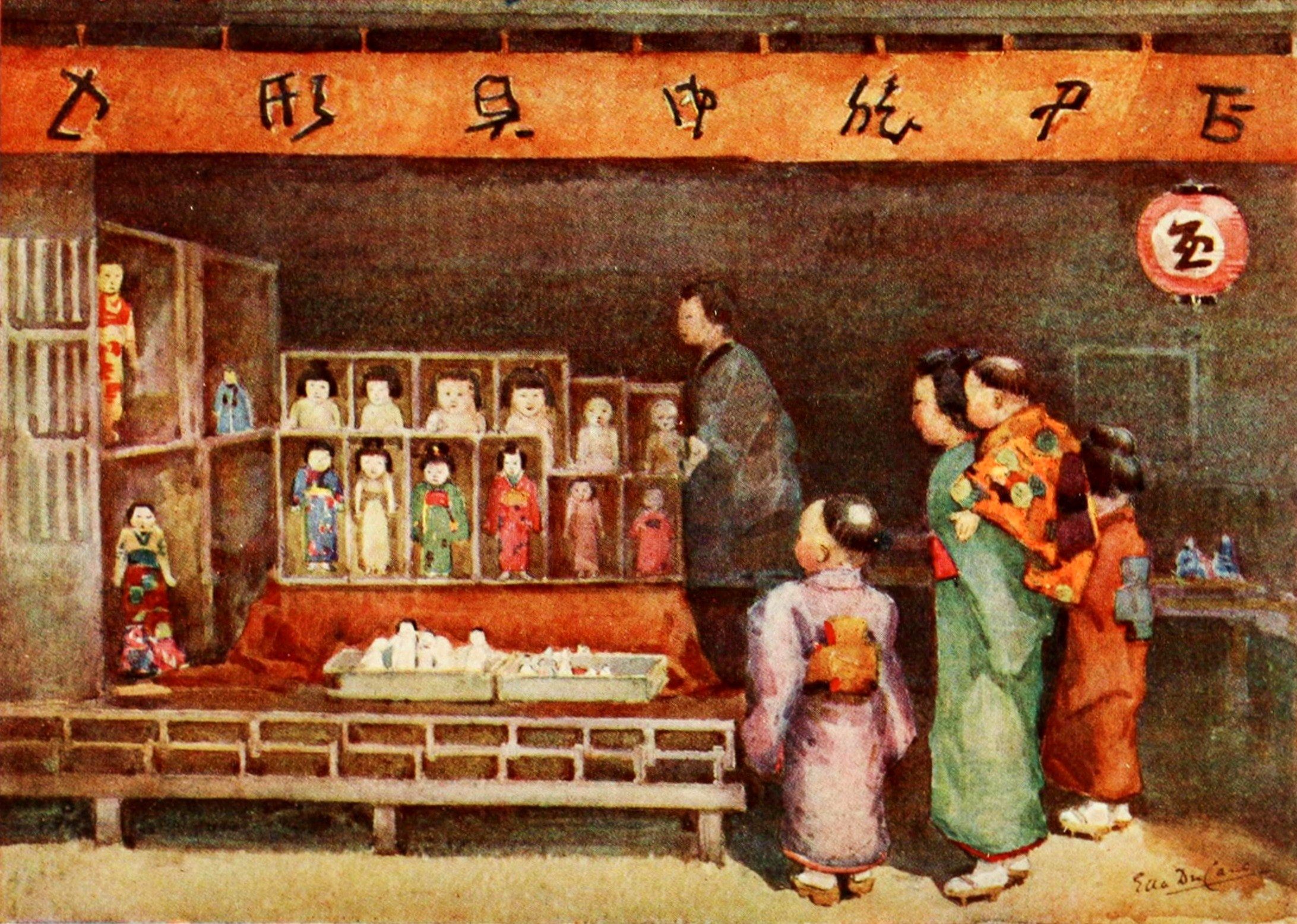
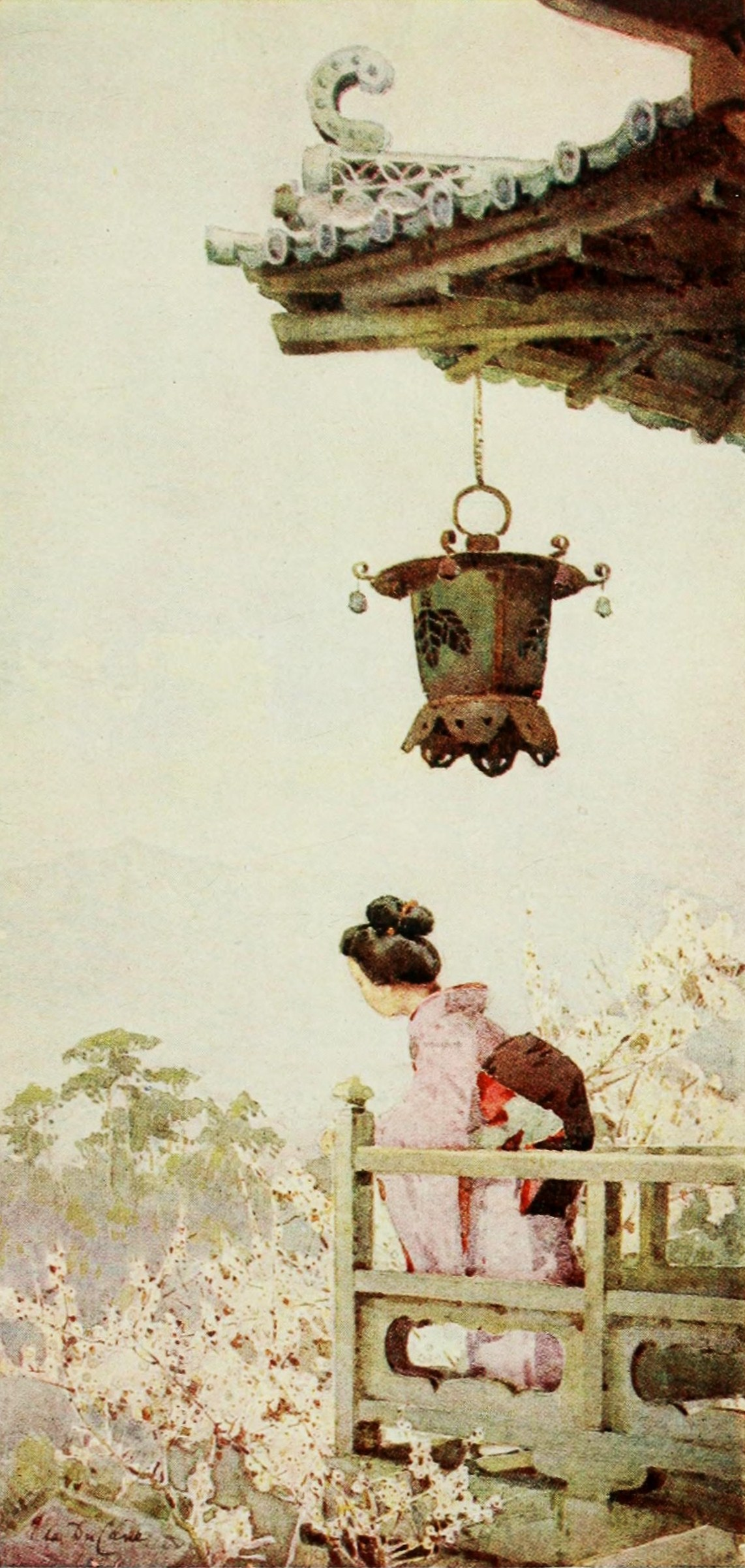
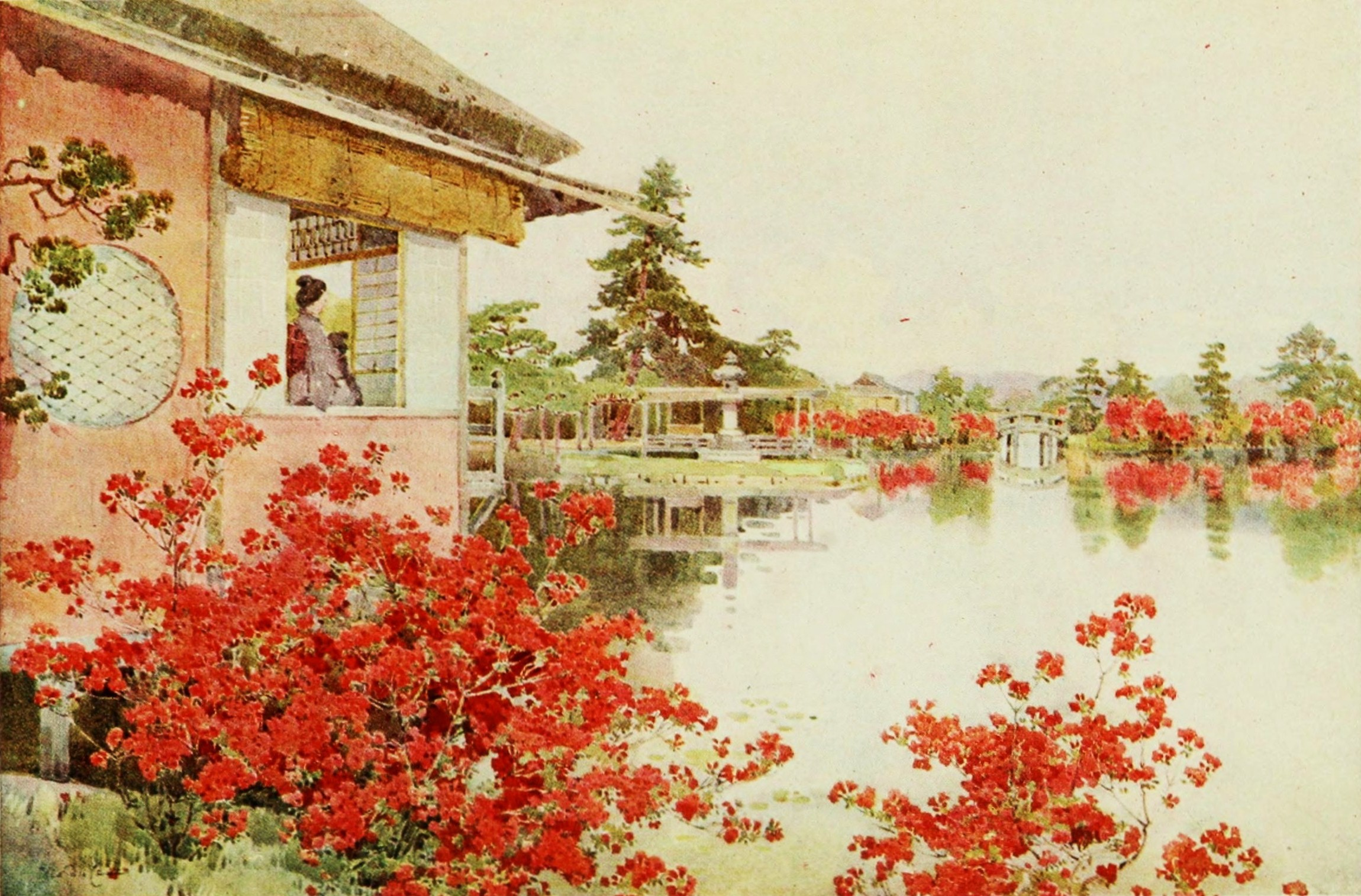

The Flowers and Gardens of Japan
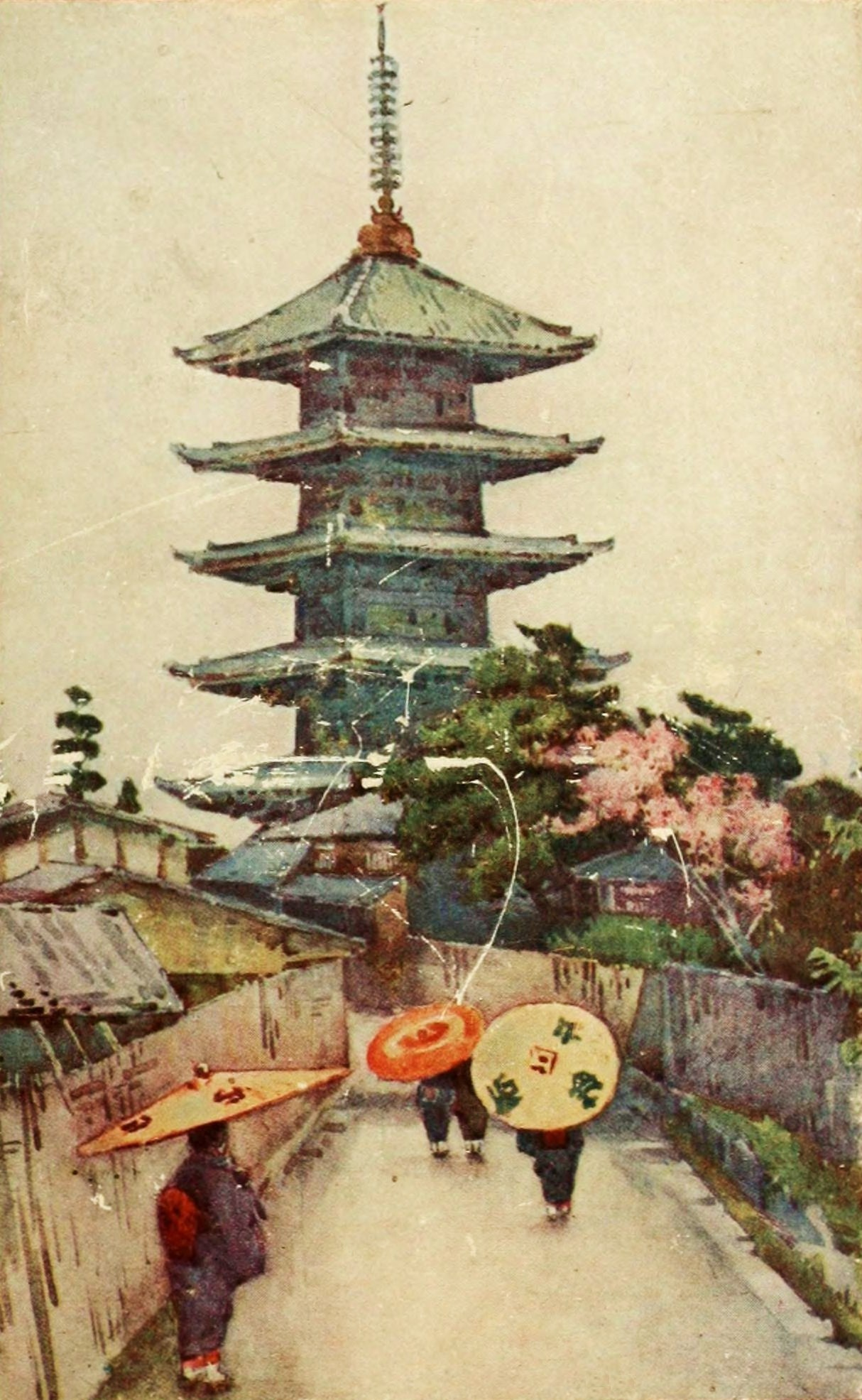
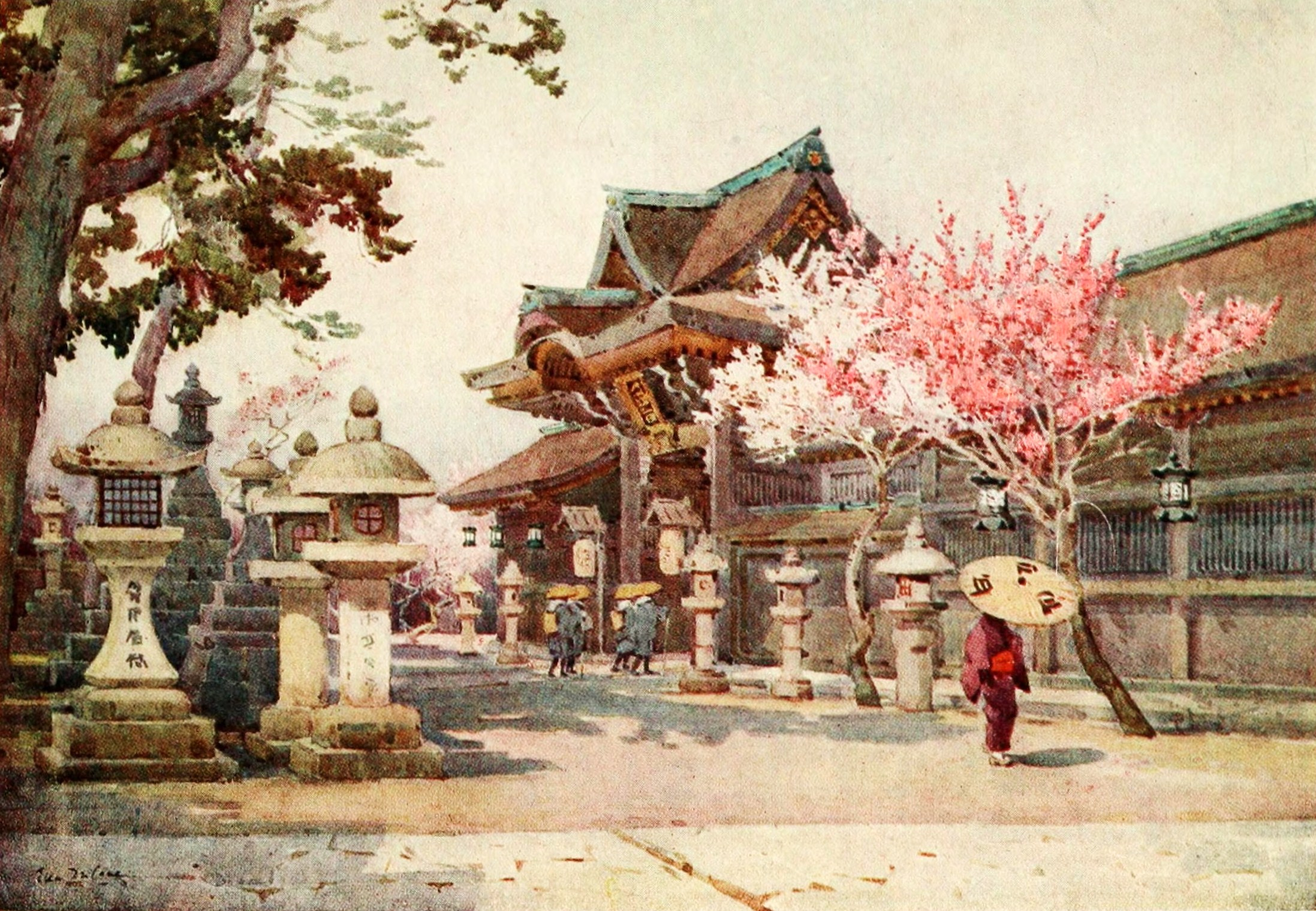
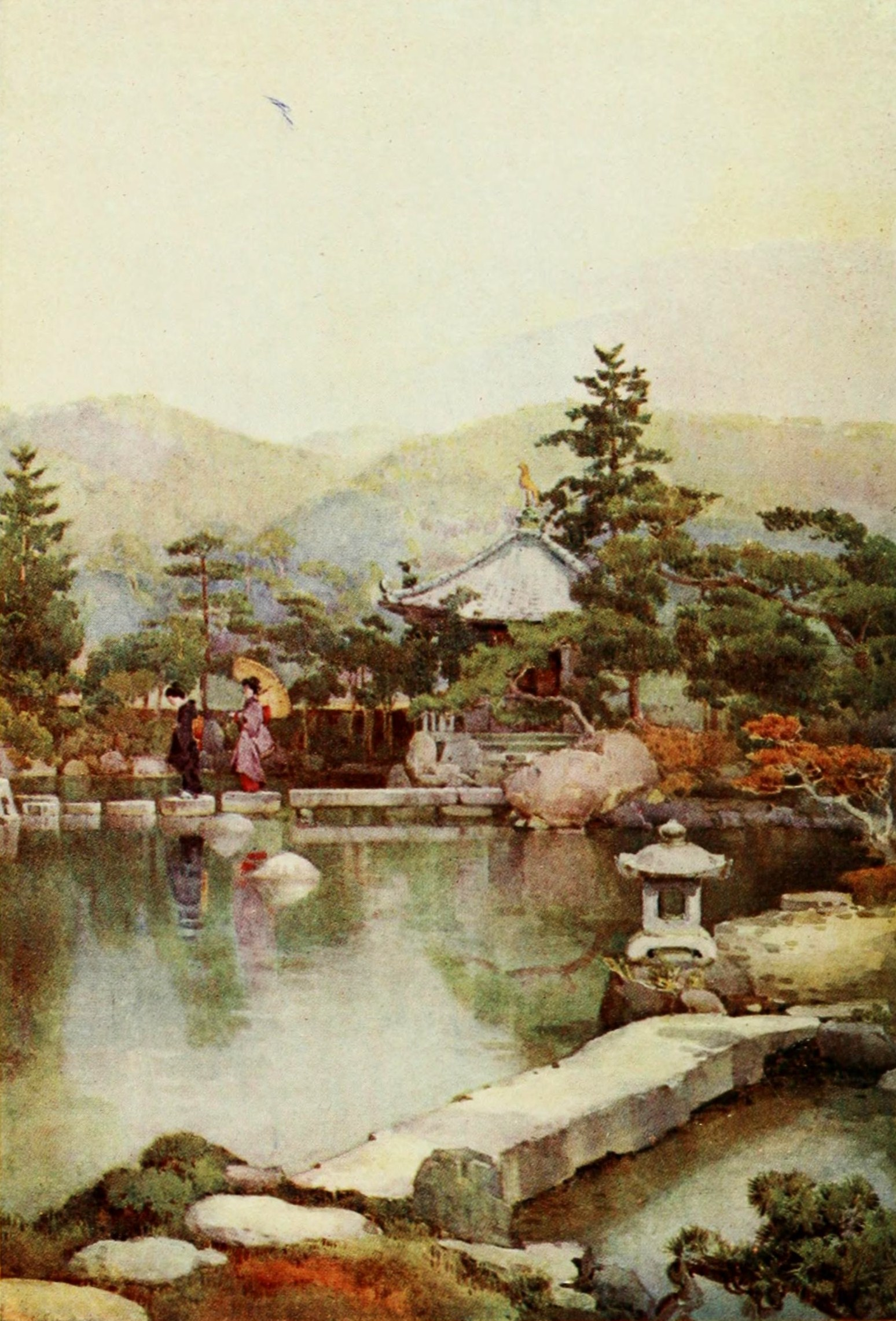
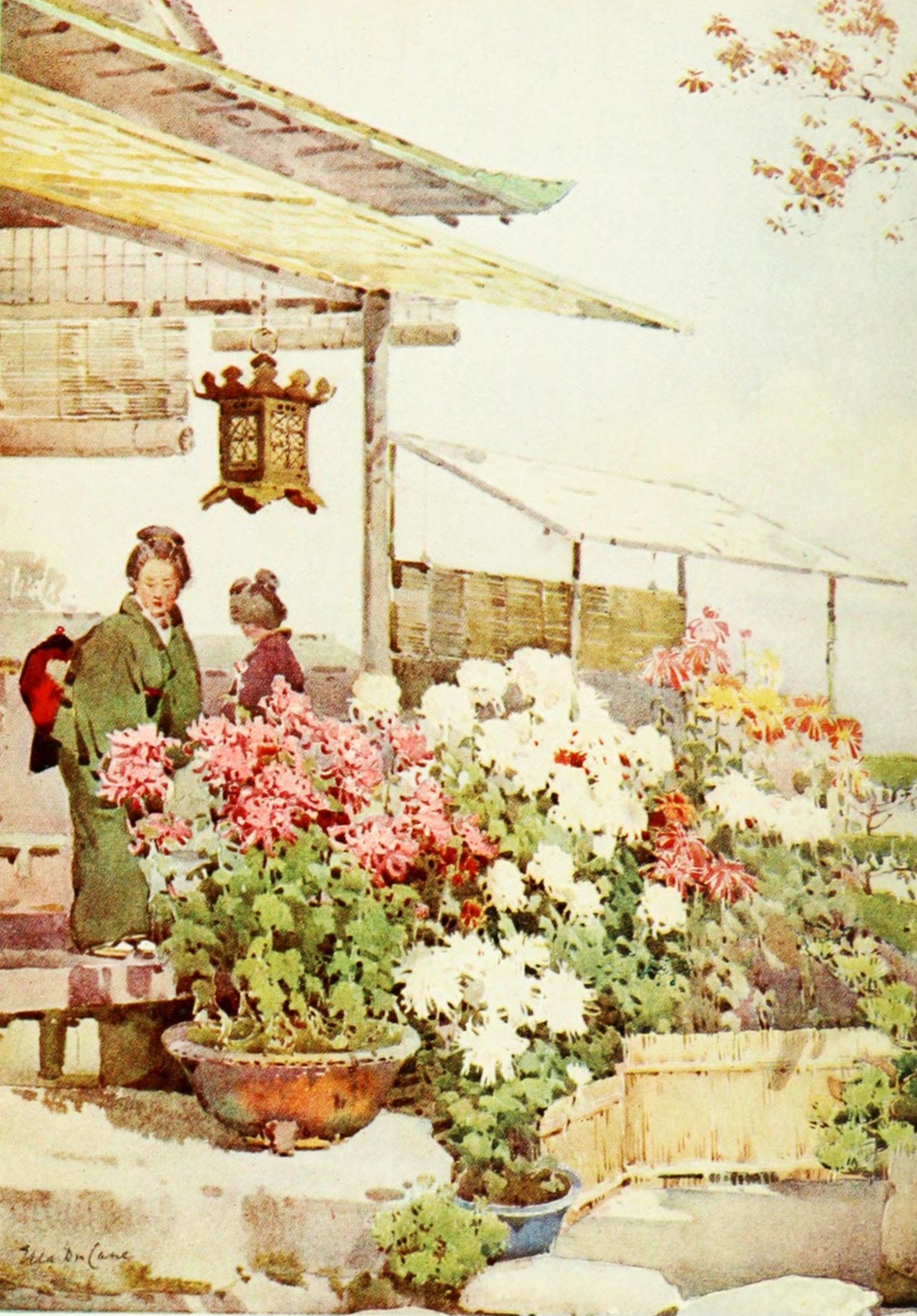